# Тестіко
Тестіко (італ. Testico, ліг. Testego) — муніципалітет в Італії, у регіоні Лігурія, провінція Савона.
Тестіко розташоване на відстані близько 440 км на північний захід від Рима, 85 км на південний захід від Генуї, 50 км на південний захід від Савони.
Населення — 210 осіб (2014).

## Демографія
Населення за роками:

Станом на 1 січня 2023 року в муніципалітеті офіційно проживали 33 іноземці з 12 країн, серед них 20 громадян країн Євросоюзу та 2 громадяни України.

## Сусідні муніципалітети
- Казанова-Лерроне
- Чезіо
- К'юзаніко
- Стелланелло